# Élection à la direction des Libéraux-démocrates de 1999
L'élection à la direction des Libéraux-démocrates de 1999 a eu lieu le 9 août 1999, pour élire le nouveau chef de file du parti, après le retrait de Paddy Ashdown en poste depuis 1988. 
Charles Kennedy est élu chef du parti à l'issue du scrutin.

## Résultats
| Candidat      | Candidat               | 1er tour | 1er tour | 2e tour | 2e tour | 3e tour | 3e tour | 4e tour | 4e tour |
| Candidat      | Candidat               | Voix     | %        | Voix    | %       | Voix    | %       | Voix    | %       |
| ------------- | ---------------------- | -------- | -------- | ------- | ------- | ------- | ------- | ------- | ------- |
|               | Charles Kennedy        | 22 724   | 44,6     | 23 619  | 46,5    | 25 164  | 49,7    | 28 425  | 56,6    |
|               | Simon Hughes           | 16 233   | 31,8     | 17 378  | 34,2    | 19 360  | 38,3    | 21 833  | 43,4    |
|               | Malcolm Bruce          | 4 643    | 9,1      | 5 241   | 10,3    | 6 068   | 12,0    | Éliminé | Éliminé |
|               | Jackie Ballard         | 3 978    | 7,8      | 4 605   | 9,1     | Éliminé | Éliminé | Éliminé | Éliminé |
|               | David Rendel           | 3 428    | 6,7      | Éliminé | Éliminé | Éliminé | Éliminé | Éliminé | Éliminé |
|               | Voix non-transférables |          |          | 163     |         | 414     |         | 748     |         |
| Participation | Participation          | 51 006   | 62       |         |         |         |         |         |         |